# ロディオンス・クルークス
ロディオンス・クルークス (Rodions Kurucs,1998年2月5日- )は、ラトビア・ツェーシス出身のプロバスケットボール選手。ポジションはスモールフォワード。

## 来歴

### NBA以前のヨーロッパでのキャリア(2012-2018)
ラトビアのプロバスケットボールチーム、VEFリガでプレーし、2014年3月にはリーガと複数年契約を結んだ。その後2015年7月にスペインのプロバスケットボールチーム、FCバルセロナと4年契約を結んだ。その後2017年のNBAドラフトにエントリーしたが、ドラフトの直前にエントリーを取り止めた。その後もう1年バルセロナでプレーし、2018年のNBAドラフトにエントリーした。

### NBAでのキャリア(2018-2021)

#### ブルックリン・ネッツ(2018-2021)
2018年6月21日、ドラフト2巡目、全体40位でブルックリン・ネッツから指名を受け、7月16日にネッツと契約した。1年目からチームの主力として活躍し、ライジング・スターズ・チャレンジにも選出された。

#### ヒューストン・ロケッツ(2021)
2021年1月、ネッツとクリーブランド・キャバリアーズ、ヒューストン・ロケッツ、インディアナ・ペイサーズの4チームが絡む大型トレードで、ロケッツに移籍することが発表された。

### ヨーロッパへ復帰(2021-)

#### KKパルチザン（2021-2022）
2021年7月7日、KKパルチザンと2年契約を締結した。

#### レアル・ベティス・バロンセスト（2022）
2022年8月23日、レアル・ベティス・バロンセストと1年契約を結んだ。

#### サスキ・バスコニア(2025-)
2025年7月10日、ユーロリーグとリーガACBに所属するサスキ・バスコニアへの加入が発表された。契約期間は3年。

## キャリア統計

### レギュラーシーズン
| シーズン | チーム | GP | GS | MPG  | FG%  | 3P%  | FT%  | RPG | APG | SPG | BPG | PPG |
| -------- | ------ | -- | -- | ---- | ---- | ---- | ---- | --- | --- | --- | --- | --- |
| 2018–19  | ネッツ | 63 | 46 | 20.5 | .450 | .315 | .783 | 3.9 | .8  | .7  | .4  | 8.9 |
| Career   | Career | 63 | 46 | 20.5 | .450 | .315 | .783 | 3.9 | .8  | .7  | .4  | 8.9 |

### プレイオフ
| シーズン | チーム | GP | GS | MPG  | FG%  | 3P%  | FT%  | RPG | APG | SPG | BPG | PPG |
| -------- | ------ | -- | -- | ---- | ---- | ---- | ---- | --- | --- | --- | --- | --- |
| 2019     | ネッツ | 4  | 3  | 17.0 | .400 | .250 | .778 | 5.0 | .8  | .5  | .0  | 6.3 |
| Career   | Career | 4  | 3  | 17.0 | .400 | .250 | .778 | 5.0 | .8  | .5  | .0  | 6.3 |

## 私生活
2019年9月3日、元恋人への暴行容疑で逮捕された。その後釈放されている。